# Champgenéteux
Champgeneteux redirige ici.
Champgenéteux est une commune française, située dans le département de la Mayenne en région Pays de la Loire, peuplée de 495 habitants.
La commune fait partie de la province historique du Maine, et se situe dans le Bas-Maine.

## Géographie
La superficie de la commune est de 2 511 hectares, l'altitude varie entre 142 et 277 mètres.

### Communes limitrophes
| Hardanges             | Loupfougères  | Villaines-la-Juhel |
| La Chapelle-au-Riboul | Champgenéteux | Trans              |
| Hambers               | Bais          |                    |

### Climat
Pour des articles plus généraux, voir Climat des Pays de la Loire et Climat de la Mayenne.
En 2010, le climat de la commune est de type climat océanique altéré, selon une étude du CNRS s'appuyant sur une série de données couvrant la période 1971-2000. En 2020, Météo-France publie une typologie des climats de la France métropolitaine dans laquelle la commune est exposée à un climat océanique et est dans la région climatique  Moyenne vallée de la Loire, caractérisée par une bonne insolation (1 850 h/an) et un été peu pluvieux. 
Pour la période 1971-2000, la température annuelle moyenne est de 10,4 °C, avec une amplitude thermique annuelle de 14,1 °C. Le cumul annuel moyen de précipitations est de 865 mm, avec 13 jours de précipitations en janvier et 7,3 jours en juillet. Pour la période 1991-2020, la température moyenne annuelle observée sur la station météorologique de Météo-France la plus proche, sur la commune du Horps à 14 km à vol d'oiseau, est de 11,1 °C et le cumul annuel moyen de précipitations est de 857,1 mm,. Pour l'avenir, les paramètres climatiques de la commune estimés pour 2050 selon différents scénarios d'émission de gaz à effet de serre sont consultables sur un site dédié publié par Météo-France en novembre 2022.

## Urbanisme

### Typologie
Au 1er janvier 2024, Champgenéteux est catégorisée commune rurale à habitat très dispersé, selon la nouvelle grille communale de densité à sept niveaux définie par l'Insee en 2022.
Elle est située hors unité urbaine et hors attraction des villes,.

### Occupation des sols
L'occupation des sols de la commune, telle qu'elle ressort de la base de données européenne d’occupation biophysique des sols Corine Land Cover (CLC), est marquée par l'importance des territoires agricoles (97,7 % en 2018), une proportion identique à celle de 1990 (97,7 %). La répartition détaillée en 2018 est la suivante : 
prairies (48,7 %), terres arables (40,6 %), zones agricoles hétérogènes (8,5 %), forêts (1,2 %), zones urbanisées (1 %). L'évolution de l’occupation des sols de la commune et de ses infrastructures peut être observée sur les différentes représentations cartographiques du territoire : la carte de Cassini (XVIIIe siècle), la carte d'état-major (1820-1866) et les cartes ou photos aériennes de l'IGN pour la période actuelle (1950 à aujourd'hui).

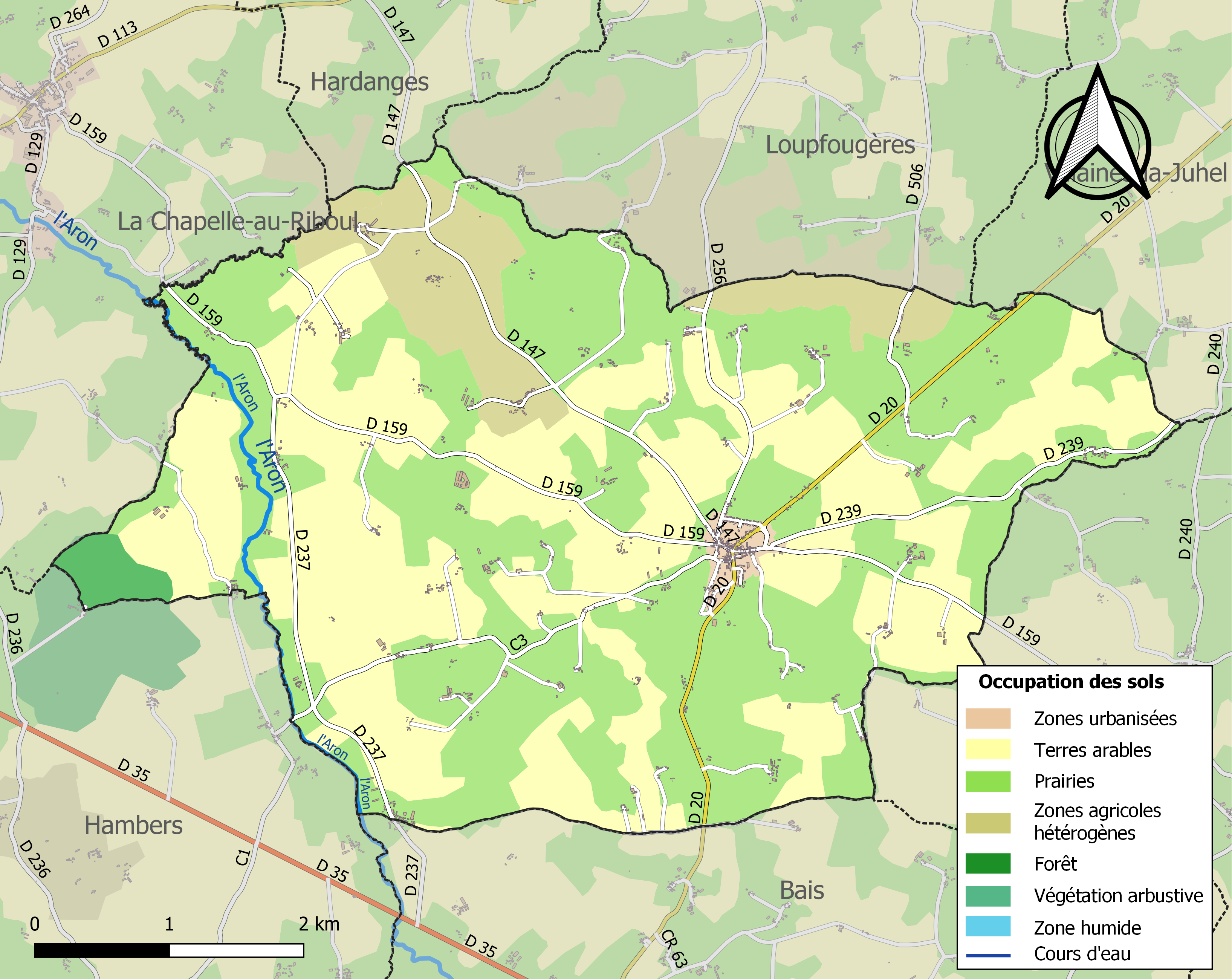
Carte des infrastructures et de l'occupation des sols de la commune en 2018 (CLC).

## Population et société

### Démographie
L'évolution du nombre d'habitants est connue à travers les recensements de la population effectués dans la commune depuis 1793. Pour les communes de moins de 10 000 habitants, une enquête de recensement portant sur toute la population est réalisée tous les cinq ans, les populations de référence des années intermédiaires étant quant à elles estimées par interpolation ou extrapolation. Pour la commune, le premier recensement exhaustif entrant dans le cadre du nouveau dispositif a été réalisé en 2007.
En 2022, la commune comptait 495 habitants, en évolution de −4,99 % par rapport à 2016 (Mayenne : −0,73 %, France hors Mayotte : +2,11 %).
| 1793  | 1800  | 1806  | 1821  | 1831  | 1836  | 1841  | 1846  | 1851  |
| ----- | ----- | ----- | ----- | ----- | ----- | ----- | ----- | ----- |
| 1 645 | 1 577 | 1 683 | 1 916 | 1 849 | 1 792 | 1 770 | 1 800 | 1 848 |

| 1856  | 1861  | 1866  | 1872  | 1876  | 1881  | 1886  | 1891  | 1896  |
| ----- | ----- | ----- | ----- | ----- | ----- | ----- | ----- | ----- |
| 1 766 | 1 751 | 1 833 | 1 707 | 1 770 | 1 751 | 1 657 | 1 576 | 1 553 |

| 1901  | 1906  | 1911  | 1921  | 1926  | 1931  | 1936  | 1946 | 1954 |
| ----- | ----- | ----- | ----- | ----- | ----- | ----- | ---- | ---- |
| 1 427 | 1 381 | 1 302 | 1 137 | 1 111 | 1 122 | 1 040 | 996  | 884  |

| 1962 | 1968 | 1975 | 1982 | 1990 | 1999 | 2006 | 2007 | 2012 |
| ---- | ---- | ---- | ---- | ---- | ---- | ---- | ---- | ---- |
| 768  | 717  | 643  | 613  | 567  | 554  | 574  | 576  | 542  |

| 2017 | 2022 | - | - | - | - | - | - | - |
| ---- | ---- | - | - | - | - | - | - | - |
| 515  | 495  | - | - | - | - | - | - | - |

## Culture locale et patrimoine

### Personnalités liées à la commune
- Michel Bureau, mort en 1618, religieux, est né à Champgenéteux.
- François Louvard (1661 à Champgenéteux - 1729), théologien.
- Guillaume Le Métayer dit Rochambeau (1763-1798), chef chouan de la Mayenne y a levé des troupes.
- Jacques Baguenard (1945 à Champgénéteux - 2014), universitaire et écrivain.

### Héraldique
| Blason de Champgenéteux | Blason  | D’azur, semé de fleurs de genêts d’or, et une montagne d’argent, brochant sur le tout. |
| Blason de Champgenéteux | Détails | Le mont indique que le village est sur une hauteur. Le fond bleu représente la rivière Aron qui traverse le territoire communal. Cette couleur est aussi la couleur principale du Maine dont fait partie Champgenéteux. Le semé de fleurs de genêt reprend l’explication du nom du village qui est le lieu couvert de genêts. Les ornements sont deux deux gerbes de blé d’or, mises en sautoir par la pointe et liées d’azur pour honorer l’activité agricole. Le listel d'argent porte le nom de la commune en lettres majuscules de sable. La couronne de tours dit que l’écu est celui d’une commune ; elle n’a rien à voir avec des fortifications. Le statut officiel du blason reste à déterminer. |